# Fahren ohne Fahrerlaubnis
Das Fahren ohne Fahrerlaubnis ist in Deutschland eine Verkehrsstraftat nach § 21 StVG, die verwirklicht wird, wenn der Fahrzeugführer nicht im Besitz einer erforderlichen Fahrerlaubnis ist oder ihm das Führen des Fahrzeugs nach § 44 des Strafgesetzbuchs oder nach § 25 StVG verboten ist. Die Tat wird mit Freiheitsstrafe bis zu einem Jahr oder Geldstrafe bestraft. In bestimmten Fällen, wie Fahrlässigkeit oder beschlagnahmtem Führerschein, ist die Freiheitsstrafe auf 6 Monate und die Geldstrafe auf 180 Tagessätze begrenzt.

## Delikte
Fahren ohne Fahrerlaubnis ist dann gegeben, wenn der Fahrzeugführer ein fahrerlaubnispflichtiges Fahrzeug gemäß § 2 Abs. 1 StVG führt und
- ihm bislang keine gültige Fahrerlaubnis für solche Fahrzeuge erteilt wurde oder
- die entsprechende Fahrerlaubnisklasse durch Fristablauf erloschen ist oder
- eine ausländische Fahrerlaubnis nicht rechtzeitig umgeschrieben wurde oder
- die Fahrerlaubnis rechtskräftig entzogen oder
- ein zeitlich befristetes Fahrverbot verhängt wurde.

Es handelt sich dabei nicht um das Fahren ohne Führerschein, bei dem der Fahrzeugführer seine Führerschein-Urkunde ((EU-)Führerscheinkarte) lediglich nicht mitführt. 
Umfasst wird das Führen von fahrerlaubnispflichtigen Fahrzeugen im öffentlichen Verkehrsraum. Bei Verstoß gegen ein Fahrverbot sind hingegen zusätzlich alle KFZ gemeint (z. B. Mofa).
Wer es als Halter eines Kraftfahrzeuges in Kenntnis dessen, dass der Fahrer keine Fahrerlaubnis hat, duldet, dass der Fahrer das Fahrzeug führt, macht sich nach § 21 Abs. 1 StVG strafbar. Irrtümer werden durch den Fahrlässigkeitstatbestand nach § 21 Abs. 2 StVG aufgefangen.
Wer mit einem versicherten, unfrisierten Mofa fährt, ohne im Besitz der ggf. nötigen Mofa-Prüfbescheinigung zu sein (nur Personen, die nach dem 1. April 1965 geboren sind), begeht kein Fahren ohne erforderliche Fahrerlaubnis, da ein Mofa nicht zu den führerscheinpflichtigen Fahrzeugen zählt, sondern nur eine Ordnungswidrigkeit, die mit 20 Euro (§ 5 Abs. 1, § 75 FeV; § 24 StVG; Nr. 168 BKat, Tatbestandsnummer 205000) geahndet wird.
Der Versuch ist nicht strafbar.

## Weitere Folgen
Als Maßregel der Besserung und Sicherung kann gemäß § 69, § 69a StGB eine isolierte Sperre für die Fahrerlaubnis verhängt werden, wenn sich der Täter aufgrund der Tat als ungeeignet zum Führen von Kraftfahrzeugen erwiesen hat. Die Sperre beträgt nach § 69a StGB mindestens sechs Monate. Eine Entziehung der Fahrerlaubnis ist hier nicht möglich, es sei denn, sie wurde zwischenzeitlich erworben oder der Täter ist im Besitz einer anderen Fahrerlaubnisklasse, die für das zum Zeitpunkt der Tat geführte Kraftfahrzeug nicht ausreichte. Letzteres ist z. B. der Fall, wenn ein Jugendlicher im Besitz der Klasse AM ist, sein Fahrzeug aber derart modifiziert hat, dass er die Klasse A1 hätte haben müssen.
Außerdem kann das bei der Tat verwendete Fahrzeug in bestimmten Fällen (beispielsweise bei entzogener Fahrerlaubnis) gem. § 21 Abs. 3 StVG bei einer Verurteilung ersatzlos eingezogen werden. Das Gericht spricht diese Rechtsfolge dann in dem Urteil neben der Hauptstrafe aus. Rechtsgrundlage der Einziehung sind die § 111b ff. StPO.

## Rechtsprechung
Die ständige Rechtsprechung hält es für die Pflicht des Fahrzeughalters, den Führerschein einer Person einzusehen, wenn das KFZ von dieser auf öffentlichem Verkehrsgrund benutzt werden soll.

## Trivia
Die erste Person, die sich des Fahrens ohne Fahrerlaubnis schuldig gemacht hat, war Bertha Benz. Bertha Benz begab sich mit dem Benz Patent-Motorwagen Nummer 3 und ihren Söhnen auf eine Überlandfahrt. Laut den Memoiren ihres Ehemannes ohne dessen Erlaubnis. Aus heutiger Sicht ist anzunehmen, dass die allgemein selbstbewusst auftretende Frau Benz die Fahrt durchaus mit Wissen ihres Mannes unternahm. Ihr Ehemann Carl Benz hatte lediglich eine Genehmigung des Großherzoglichen Bezirksamts für Versuchsfahrten im näheren Umkreis. Nach damaliger Vorgehensweise wäre eine Ehefrau bei Schwierigkeiten während der Fahrt von den zuständigen Behörden lediglich wieder in die Obhut ihres Ehemanns überstellt worden, während Carl Benz ernsthafte Folgen zu befürchten hatte.